# 페이엇빌 포스
| 페이엇빌 포스           |                               |
| 콘퍼런스                | -                             |
| 디비전                  | 이스턴 디비전 (1997년~2001년) |
| 설립연도                | 1997년                        |
| 해체연도                | 2001년                        |
| 역사                    | 페이엇빌 포스 (1997년~2001년) |
| 경기장                  | 크라운 콜리시엄               |
| 연고지                  | 노스캐롤라이나주 페이엇빌     |
| 상징색                  | 암록색, 금 ,검정              |
| 정규시즌 우승           | -                             |
| 콘퍼런스 우승           | -                             |
| 디비전 우승             | 1 (2000)                      |
| 레이 미론 프레지던트 컵 | -                             |
| 영구 결번               | -                             |

페이엇빌 포스(Fayetteville Force)는 미국 노스캐롤라이나주 페이엇빌을 연고지로 하는 1997년부터 2001년까지 CHL 소속 아이스 하키팀이 있었다.

## 역대 홈경기장
| 경기장          | 사용기간      | 수용인원 | 장소                      | 비고 |
| --------------- | ------------- | -------- | ------------------------- | ---- |
| 페이엇빌 포스   |               |          |                           |      |
| 크라운 콜리시엄 | 1997년~2001년 | 8,920명  | 노스캐롤라이나주 페이엇빌 | 빈칸 |